# Radula

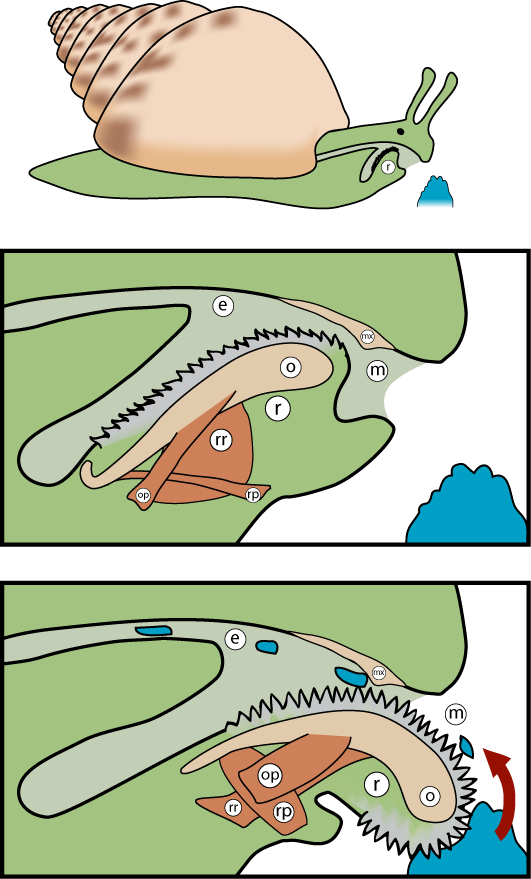
Schematisering av en snigels radula

Radula är ett annat namn för rivtunga, som återfinns hos blötdjur, bland annat sniglar. För en mer detaljerad beskrivning se .